# Fabien Doubey
Fabien Doubey (Viriat, 21 de octubre de 1993) es un ciclista profesional francés que desde 2021 corre para el equipo Team TotalEnergies.

## Palmarés

### Ruta
2016
- 1 etapa del Tour de Jura

2025
- Tour de Ruanda

### Ciclocrós
2020
- 3.º en el Campeonato de Francia de Ciclocrós

2022
- 3.º en el Campeonato de Francia de Ciclocrós

2023
- 2.º en el Campeonato de Francia de Ciclocrós

## Resultados en Grandes Vueltas
| Carrera | Carrera         | 2017 | 2018 | 2019 | 2020 | 2021 | 2022 | 2023 | 2024 |
| ------- | --------------- | ---- | ---- | ---- | ---- | ---- | ---- | ---- | ---- |
|         | Giro de Italia  | —    | —    | —    | —    | —    | —    | —    | —    |
|         | Tour de Francia | —    | —    | —    | —    | 78.º | —    | —    | —    |
|         | Vuelta a España | —    | —    | —    | —    | —    | —    | 36.º | —    |

—: no participa

Ab.: abandono